# Draconarius bituberculatus
Draconarius bituberculatus là một loài nhện trong họ Amaurobiidae.
Loài này thuộc chi Draconarius. Draconarius bituberculatus được miêu tả năm 1990 bởi Jia-Fu Wang et al..